# 童秀娟
Vicky（1975年7月6日—），本名童秀娟，台灣通告女藝人，台灣金鐘獎“影帝”、三立都會台《國光幫幫忙》主持人屈中恒之妻。

## 家庭
通过庹宗康介绍，与丈夫屈中恒认识，2002年6月结婚。長女2003年出生；次女2005年出生；三女2007年出生；四女2014年出生。

## 爆红经历
2007年，在节目上爆料生活趣事而成为麻辣人妻代表。2008年10月，與陳維齡、洪百榕、林秀琴、金友莊（高凌風前妻）组成人妻团，并主持《霹雳00妻》。

## 演出作品

### 電視劇
- 2012年公視含苞欲墜的每一天飾 林富珍
- 2013年華視金牌老爸飾 安琪
- 2016年中視主頻、衛視中文台原來1家人飾 顏母‬
- 2016年中視主頻、中天娛樂台美好年代飾 秀珍
- 2018年愛奇藝台灣站人際關係事務所飾 老闆太太

## 主持作品
- 年代综合台《霹雳00妻》（已停播）
- TVBS歡樂台台視《來吧！營業中》客人

## 外部連結
- 開心人妻Vicky的Facebook專頁
- 開心人妻Vicky的新浪微博
- 童秀娟在互联网电影资料库（IMDb）上的資料（英文）